# Liga Mediterránea
Die Liga Mediterránea (‚Mittelmeer Liga‘), auf Katalanisch Lliga Mediterrània war ein Fußballwettbewerb der zu Anfang des Jahres 1937 in republikanischen Teilen des vom Bürgerkrieg aufgespaltenen Spanien stattfand. Meister der Liga wurde der FC Barcelona.

## Geschichte des Wettbewerbs
Durch den Spanischen Bürgerkrieg war das Land Anfang 1937 großteils von General Franco beherrscht. Die Städte Madrid,  Barcelona und Valencia sowie die Levante-Küste verblieben einstweilen unter Kontrolle der Republikaner. Die Einflussgebiete waren praktisch nicht mehr miteinander verbunden und damit war im Fußball ein gesamtspanischer Spielbetrieb nicht mehr aufrechtzuerhalten. Spiele um eine spanische Meisterschaft fanden daher zwischen 1936 und 1939 nicht statt.
Auf regionaler Ebene kam es aber teilweise weiterhin zu Fußballwettbewerben. So kam es weiterhin zur Austragung der Meisterschaft von Katalonien, die auf das Jahr 1901 zurückgeht, und zu einer Meisterschaft der Levante zwischen Vereinen aus Valencia und Murcia die ihre Ursprünge 1918 hatte.
Die Ligen von Katalonien und der Levante beschlossen, zwischen Januar und Mai 1937 eine Meisterschaft im Rahmen der sogenannten Liga Mediterránea auszutragen. Ursprünglich sollten von jeder Liga sechs Vereine teilnehmen. Von der Levante sagten jedoch nur vier Vereine ihre Teilnahme zu, nachdem Hércules FC aus Alicante, Murcia FC und Cartagena CF wegen Bombardierung ihrer Städte absagten. Damit wurde auch das katalanische Kontingent auf vier Vereine reduziert, womit CE Sabadell und FC Badalona um ihre Teilnahme gebracht wurden.
Das Teilnehmerfeld bestand daher aus den vier bestplatzierten Vereinen der katalanischen Liga – der Meister CE Espanyol, FC Barcelona, Girona FC und Granollers EC – und aus der Levante-Liga der Meister Valencia FC sowie Levante FC, Gimnástico FC und Athletic Castellón.
Im Zusammenhang ist es erwähnenswert, dass sich 1936 die Madrider Spitzenvereine Madrid CF und Athletic Madrid um eine Teilnahme an der katalanischen Meisterschaft bemühten, dies aber am Veto des FC Barcelona scheiterte, der Sicherheitsbedenken anmeldete.
Die ersten fünf qualifizierten sich für den im weiteren Verlauf des Jahres ausgetragenen Pokal des Freien Spaniens, die Copa de España Libre. Der FC Barcelona nahm aber wegen einer Nordamerikareise an diesem Wettbewerb nicht teil. Die Mittelmeer-Liga wurde 1938 aus wirtschaftlichen Gründen nicht mehr ausgetragen.
Meister der Mittelmeer-Liga von 1937 wurde der FC Barcelona unter dem irischen Trainer Patrick O’Connell mit dem folgenden Aufgebot: Urquiaga, Iborra; Joan Babot, Rafa, Argemí, García, Franco, Bardina, Martí Ventolrà, Ramón Zabalo, Torredeflot, Josep Escolà, Munlloch, Gual, Domènec Balmanya, Tarré, Esteban Pedrol,  Pagés, Munlloch.
Der FC Barcelona hat sich in den letzten Jahren darum bemüht, dass der Titel offiziell einer spanischen Meisterschaft gleichgestellt wird, und beruft sich dabei auf eine Entscheidung des spanischen Senates, der 2007 den Gewinn des Pokals des Freien Spaniens von 1937 mit dem Gewinn einer Copa del Rey gleichgestellt hat. Dieses Unterfangen blieb bisher erfolglos.

## Abschlusstabelle
| Pl. | Verein             | Sp. | S | U | N | Tore    | Diff. | Punkte |
| --- | ------------------ | --- | - | - | - | ------- | ----- | ------ |
| 1.  | FC Barcelona       | 14  | 7 | 6 | 1 | 027:150 | +12   | 20:80  |
| 2.  | CE Espanyol        | 14  | 8 | 3 | 3 | 030:200 | +10   | 19:90  |
| 3.  | Girona FC          | 14  | 6 | 5 | 3 | 027:180 | +9    | 17:11  |
| 4.  | Valencia FC        | 14  | 7 | 3 | 4 | 032:230 | +9    | 17:11  |
| 5.  | Levante FC         | 14  | 5 | 6 | 3 | 030:180 | +12   | 16:12  |
| 6.  | Gimnàstico FC      | 14  | 3 | 4 | 7 | 018:310 | −13   | 10:18  |
| 7.  | ES Granollers      | 14  | 2 | 4 | 8 | 017:360 | −19   | 08:20  |
| 8.  | Athletic Castellón | 14  | 0 | 5 | 9 | 007:270 | −20   | 05:23  |